# Half 8 live!
Half 8 live! was een actualiteiten- en praatprogramma van omroep WNL op Nederland 3. Het werd gepresenteerd door Merel Westrik.
Jaarlijks werd er gezocht naar een televisieprogramma dat in de zomer de leemte op Nederland 3 moest opvullen gedurende de periode dat het populaire programma De Wereld Draait Door stilligt. In de winter van 2011/2012 werd aan de diverse omroepen gevraagd ideeën aan te leveren om de zendtijd tussen 19:30 en 20:30 op te vullen. De KRO diende daartoe een idee in, maar na een pilotaflevering bleek het van onvoldoende kwaliteit te zijn, aldus de NPO. Aangezien er nu een gat dreigde te ontstaan in de programmering werd nogmaals gevraagd ideeën aan te leveren. WNL kwam toen met Half 8 live!. In een periode van vijf weken werd de basis van het programma uitgewerkt en op 23 juli 2012 kwam de eerste uitzending op de televisie.

## Kijkcijfers
De kijkcijfers vielen in de eerste week tegen. Het bleek dat Westrik erg moest wennen aan de gang van zaken van een live-uitzending. In het boek Droom groot - verhalen van voorbeelden van Eva Jinek blikt ze met name terug op een interview met PVV-leider Geert Wilders dat ging over Europa, de financiële positie van Griekenland en over integratie: "Alle gerenommeerde nieuwsmedia schreven over hoe ik had gefaald (...) Na 35 minuten was ik door al mijn energie heen, acht gasten verder en toen kwam Geert Wilders". Er werd ook een andere oorzaak van de tegenvallende kijkcijfers gegeven: na weken van regenachtig zomerweer, brak net in de eerste week van uitzending een zomerse periode aan, waardoor het merendeel van Nederland liever buiten zat. Gedurende de week daalde het aantal kijkers van circa 150.000 op dinsdag 24 juli tot circa 71.000 op donderdag 26 juli. Op vrijdag sloeg het weer om en had het programma ineens weer meer kijkers.
Een dergelijke tegenvaller voor wat kijkcijfers betreft is niets nieuws bij programma’s die DWDD moeten vervangen. Alle jaarlijkse pogingen daartoe tot 2012 zijn gesneuveld.
1. ↑  Merel Westrik walgde van zichzelf na interview Geert Wilders: 'Moest spugen', RTL Boulevard, 29 december 2021